# Nyercsinszkij Zavod
Nyercsinszkij Zavod (oroszul: Нерчинский Завод) falu Oroszország ázsiai részén, a Bajkálontúli határterületen, a Nyercsinszkij Zavod-i járás székhelye.
Nevének jelentése: 'nyercsinszki gyár'.

## Elhelyezkedése
Az Altacsa bal partján, a kínai-orosz határon kanyargó Arguny-tól 25 km-re, Csitától 658 km-re délkeletre helyezkedik el. 

## Története
Az Arguny mentén a Nyercsinszk-hegység ezüstérceit már 18. században ismerték. A terület a cári család tulajdona volt. 1704-ben az Altacsa folyón kezdte meg működését az első és sokáig az egyetlen ezüstolvasztó. 1760 után a Bajkálontúl más körzeteiben is néhány hasonló üzem alakult, és Nyercsinszkij Zavod az így kialakuló bányák és fémolvasztók igazgatási központja lett. Az itteni készletek azonban a 19. század közepére kimerültek, és az olvasztó 1853-ban megszűnt. A település 1872-ben ujezd székhelye, 1926-ban járási székhely lett.

## Népessége
- 1989-ben 3780 fő
- 2002-ben 3149 fő[2]
- 2010-ben 2842 fő volt.[3]